# Памятник Курчатову (Челябинск)
Памятник Курчатову — памятник знаменитому физику-ядерщику Игорю Васильевичу Курчатову был открыт в 1986 году к 250-летию Челябинска на вновь созданной площади Науки около зданий Челябинского политехнического института по заказу челябинского горисполкома, председателем которого в то время был Пётр Сумин. Скульптор — Вардкес Авакян, архитекторы — Борис Петров, Владимир Глазырин, Илья Талалай. С 2014 года памятник включен в единый реестр объектов культурного наследия Российской Федерации.

## Композиция

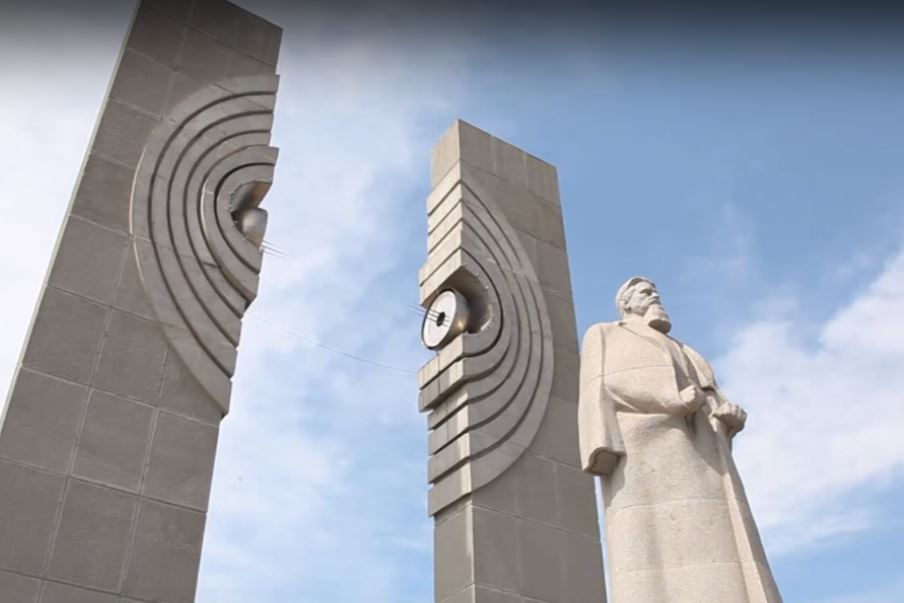

Памятник представляет собой сложную архитектурно-скульптурную композицию, в состав которой входят два пилона и находящаяся между ними статуя Курчатова на постаменте. Полусферы на пилонах символизируют расщепленный атом. Высота пилонов составляет 27 метров. Высота статуи — 6,4 метра. Общая высота памятника (вместе с постаментом) — 11 метров.

## История

### Технические проблемы
После установки памятника обе части атомного ядра были оснащены специальными прожекторами, которые из-за технических проблем проработали в течение лишь нескольких недель. Кроме того в 1988 году в результате действий вандалов была повреждена электрическая система памятника и его освещение перестало работать.

### Реконструкция

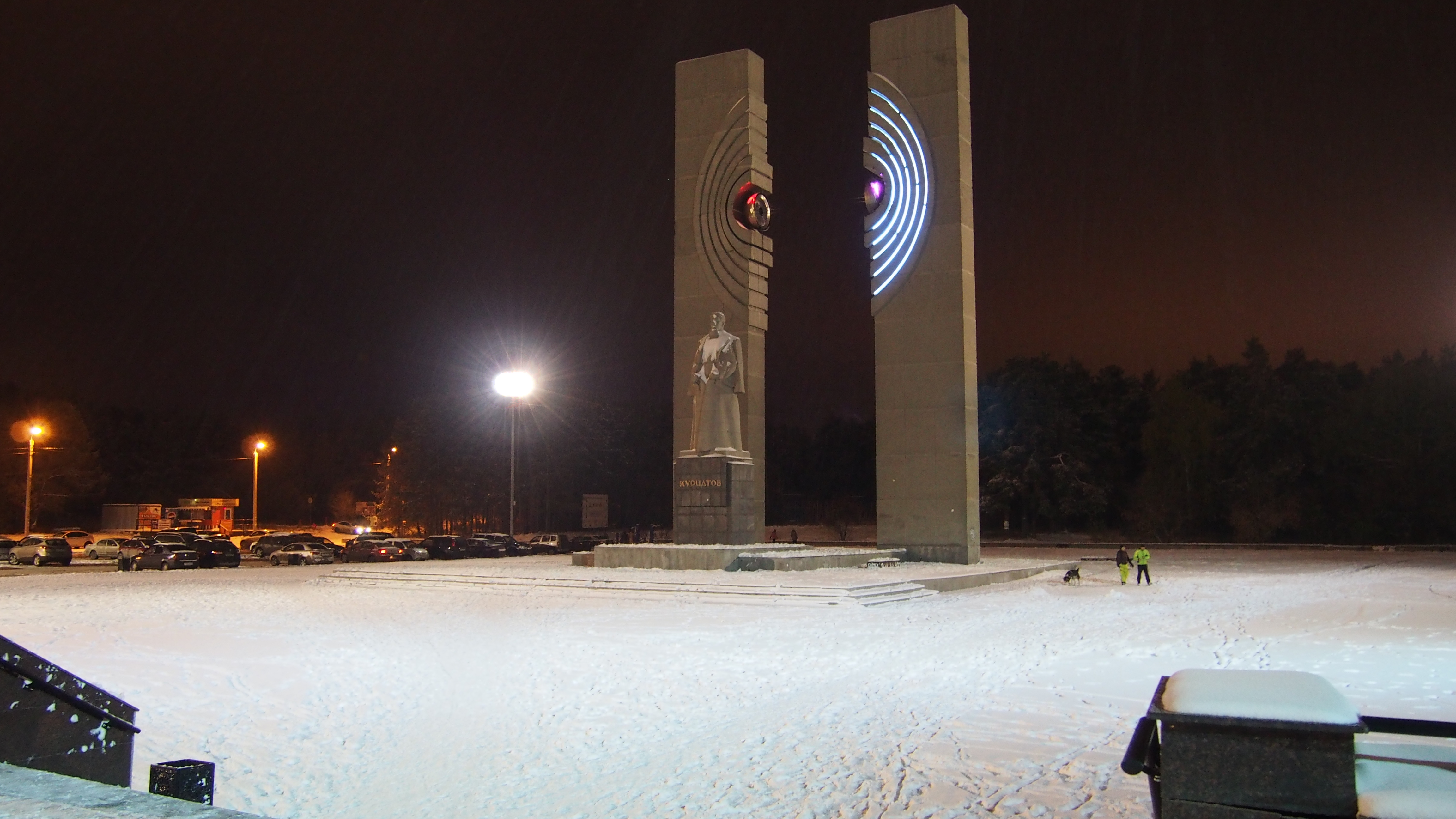
Памятник И. В. Курчатову «Расщеплённый атом» на площади Науки

В 2006 году, по предложению администрации Челябинска, к 270-летию города был разработан новый проект внешней подсветки атома. В ходе реализации данного проекта на прилегающей территории были осуществлены замена опор освещения, установка новых прожекторов, освещающих памятник, ремонт светильников внутри ядра атома, монтаж светодиодов и установка нового высокотехнологичного оборудование по динамическому эффекту подсветки атома. После реализации проекта по реконструкции памятника его освещение прожекторами осуществляется ежедневно в темное время суток. В праздничные дни при помощи дистанционного управления включается подсветка самого атома. Проект восстановления памятника был реализован предприятием «Челябгорсвет», а средства на его финансирование выделил губернатор Челябинской области Пётр Сумин.

### Строительство торгового комплекса
С 2013 года в непосредственной близости к памятнику Игорю Курчатову было начато строительство торгового комплекса, что вызвало недовольство как рядовых горожан, так и руководства города и области. Резко высказывался о строительстве комплекса ректор Южно-Уральского государственного университета Александр Шестаков. Несмотря на негативную реакцию горожан подземный торговый комплекс «Курчатов» с супермаркетом «Spar» был открыт в августе 2015 года.

## Значение в жизни города
Поскольку памятник расположен рядом с территорией студенческого городка ЮУрГУ, он является излюбленным местом встречи студентов, молодёжи и влюблённых, любителей футбола, экстремальных видов спорта, а также скейтеров.